# Berga, Eskilstuna

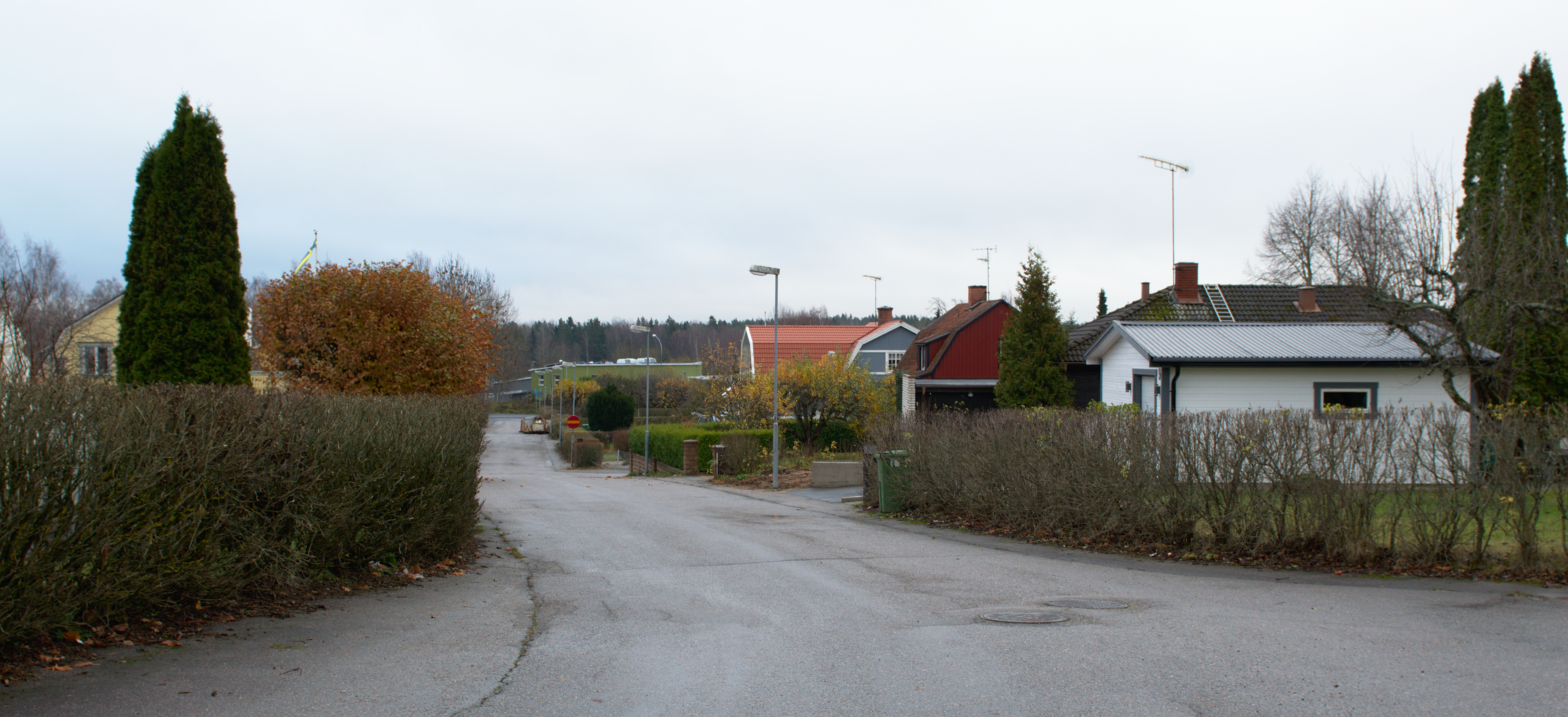
Bergadalsvägen i Berga.

Berga (tidigare Bergadal) är ett område i Eskilstuna, strax norr om Borsökna. Fram till 1970 var Berga en egen tätort men uppgick då i tätorten Eskilstuna.
Området består av villor och här finns utöver bostäder även en förskola.

## Bilder

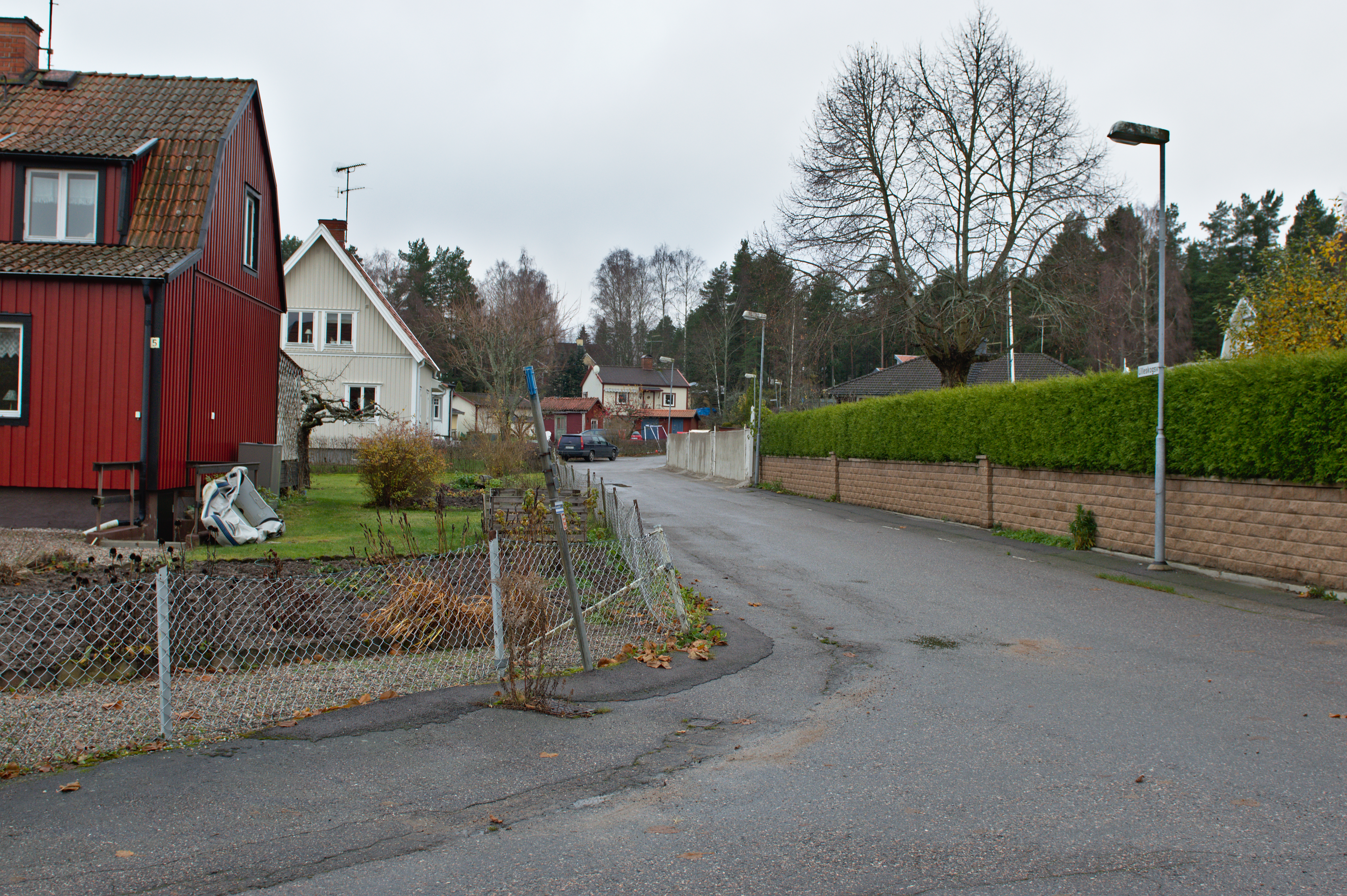
Lilleskogsvägen
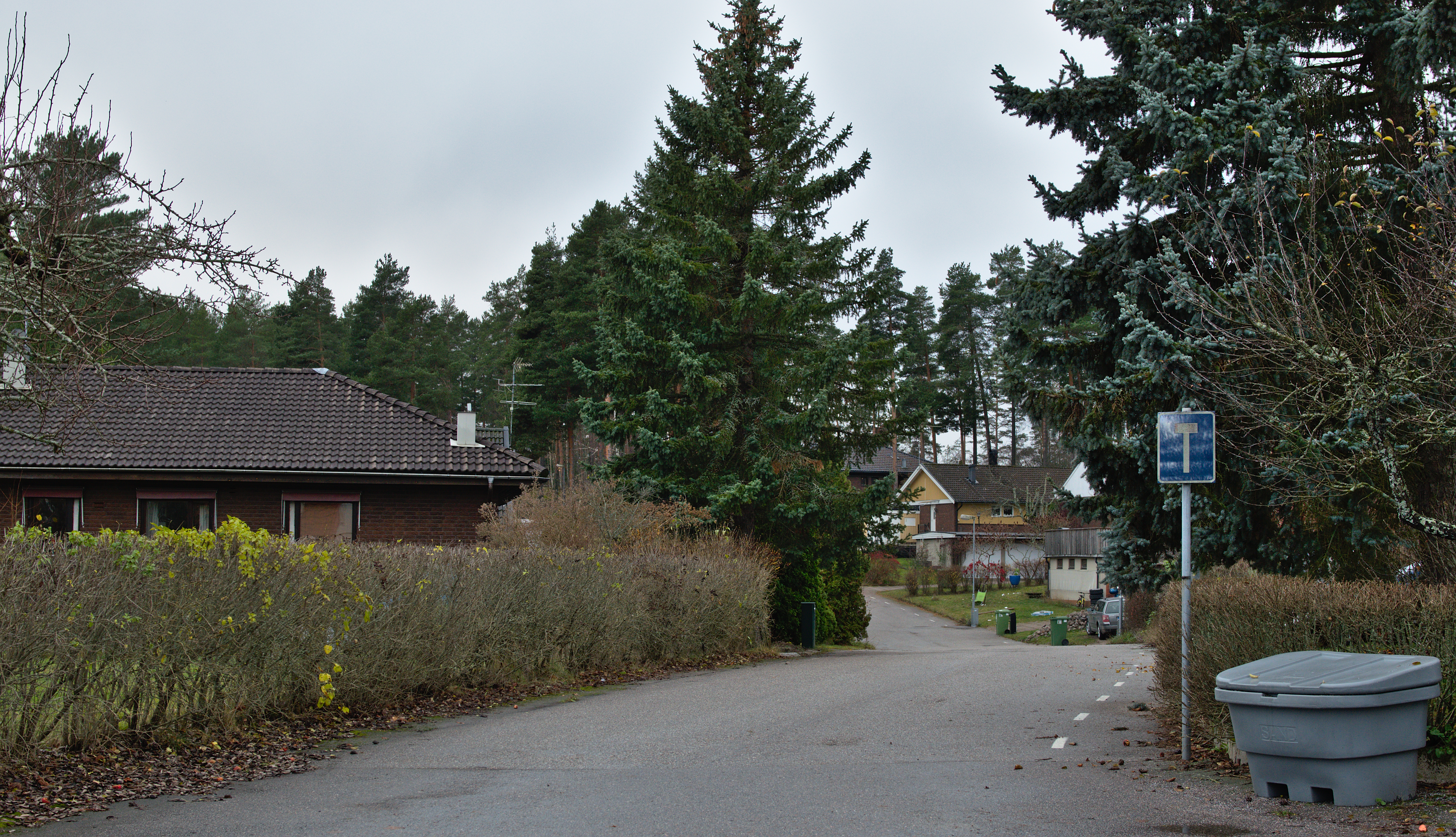
Bergalidsvägen